# Polícia do Exército (Brasil)
A Polícia do Exército (PE) é a polícia militar do Exército Brasileiro, consistindo em unidades especializadas de infantaria servindo de polícia interna nas guarnições-sede dos quartéis generais — pelotões da PE dentro das brigadas, companhias dentro das divisões e batalhões dentro dos Grandes Comandos. Ela vigia as instalações, mantém a disciplina, custodia presos militares, controla o trânsito, faz a segurança de autoridades, e, se preciso, combate como infantaria. Entre a população civil, pode ser usada nas operações de Garantia da Lei e da Ordem (GLO) e apoiar outras polícias. A crescente participação do Exército na segurança pública no século XXI motivou a expansão da PE. O termo “polícia militar”, usado para organizações equivalentes em outras corporações militares, não deve ser confundido com as Polícias Militares dos estados brasileiros.

## Funções

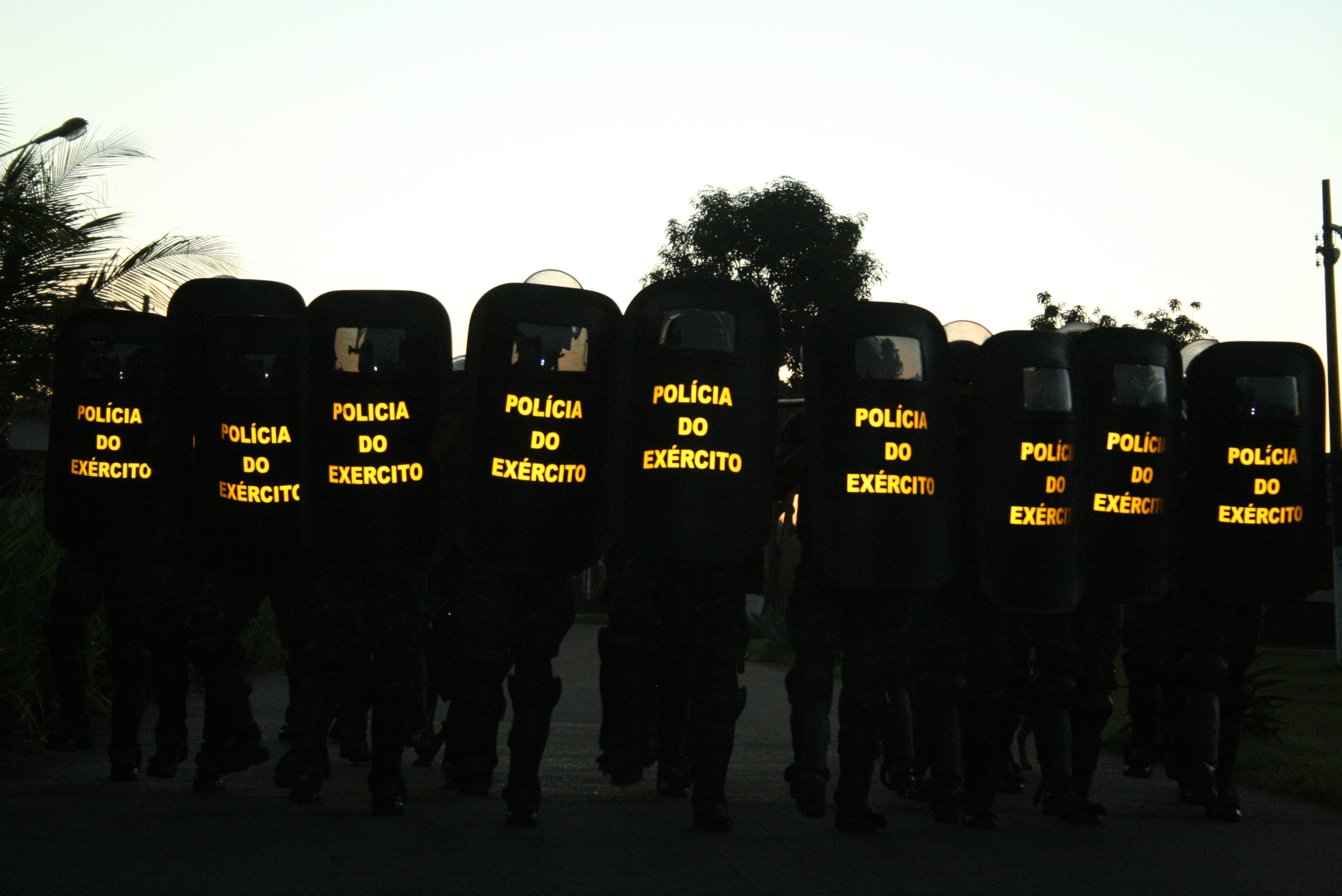
Simulação de batida

A Polícia do Exército equivale ao que seria chamado de “Polícia Militar” em outros países, mas não corresponde à Polícia Militar brasileira, que é uma polícia ostensiva de preservação da ordem pública administrada pelos estados. A PE, a Polícia da Aeronáutica e equivalentes na Marinha são a polícia das Forças Armadas, a polícia interna dos comandos das quais as unidades fazem parte. Em vários países os equivalentes da PE servem de polícia judiciária para o sistema judiciário militar, trabalhando nas investigações de crimes militares ou crimes comuns de militares.
A PE é tanto polícia judiciária quanto polícia administrativa. Suas funções incluem manter a disciplina e o cumprimento às ordens regulamentos militares, prender desertores e prisioneiros foragidos, custodiar esses e outros presos, escoltar autoridades e comboios, usar cães policiais, organizar batedores e realizar a segurança das instalações. Nesta última função, ela pode realizar policiamento ostensivo nas ruas vizinhas aos quartéis. Em casos excepcionais ela participa de operações de garantia da lei e da ordem. Em protestos e manifestações políticas, seu treinamento pouco difere das policias convencionais, para as quais elas servem de reserva.

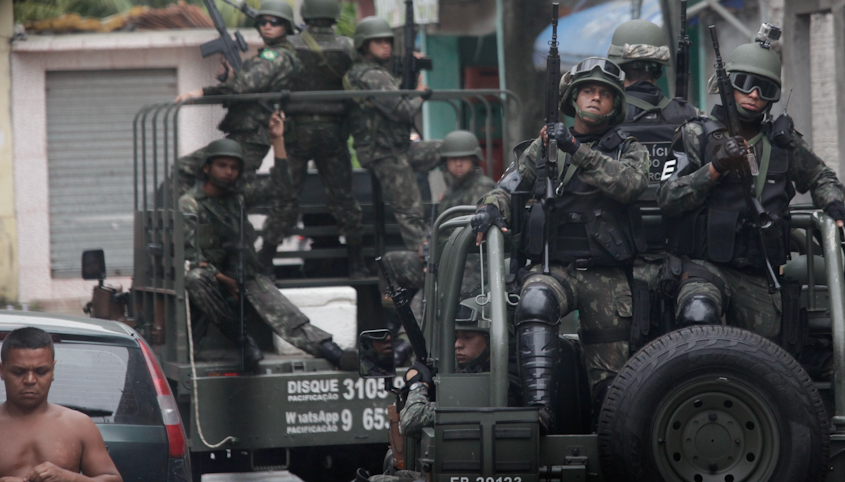
PE em operação no Complexo do Maré, Rio de Janeiro, em 2015

Em campanha, o pelotão de PE da brigada controla o trânsito na sua zona de ação e escolta os prisioneiros de guerra. Ela é uma tropa de infantaria especializada, e em determinados pode servir de infantaria convencional. A doutrina militar brasileira considera a Polícia do Exército semelhante à infantaria de guarda (como o Batalhão da Guarda Presidencial), com atribuições equivalentes e limitações de transporte, proteção blindada e armamento no uso como forças convencionais.

## História

### Organização

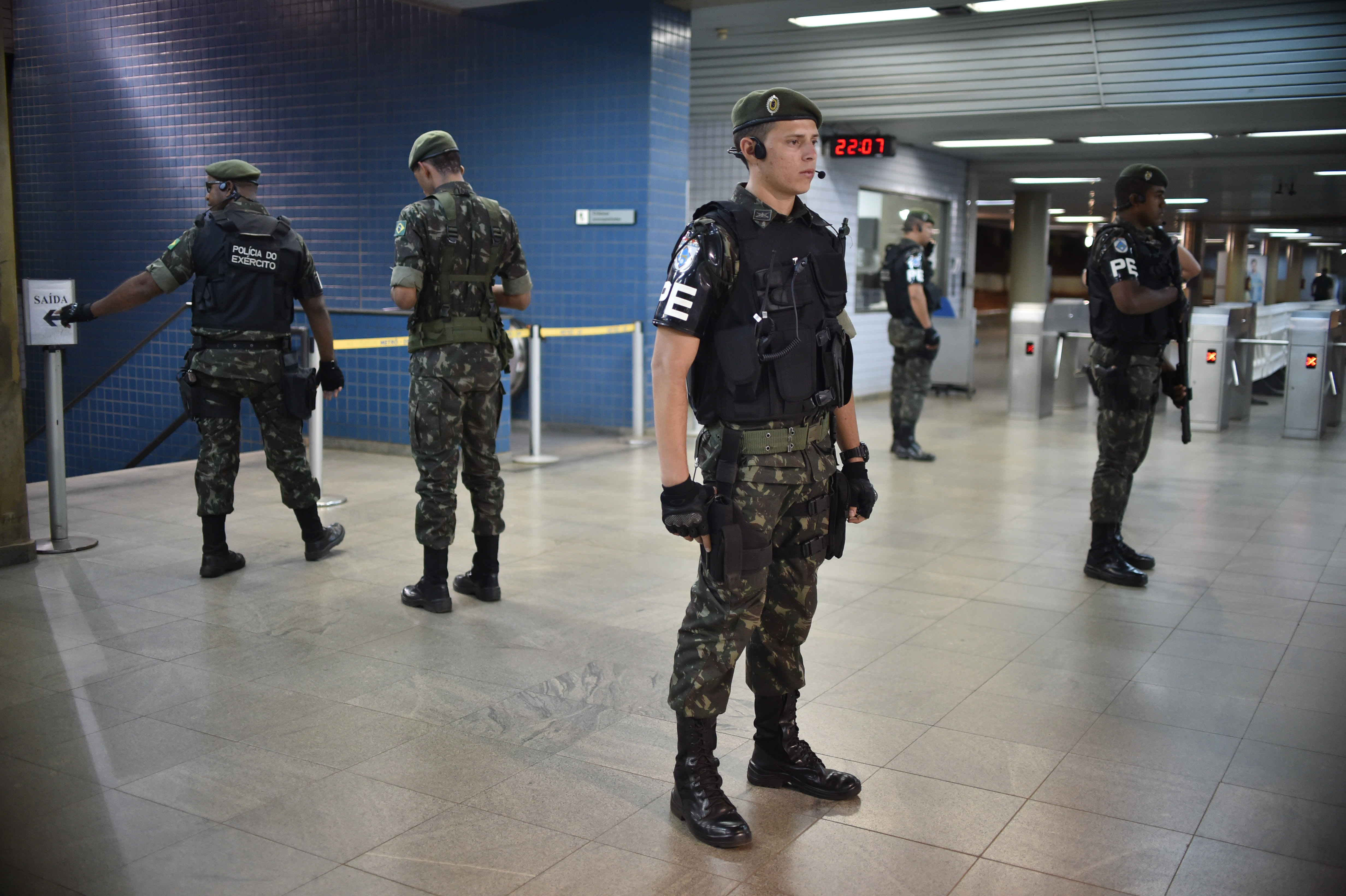
Simulação antiterrorista

A Polícia do Exército tem sua origem no Pelotão de Polícia Militar da Força Expedicionária Brasileira. Organizado sob influência americana, tinha oficiais e sargentos do Exército e soldados da Guarda Civil do Estado de São Paulo. Ao retornar ao Brasil, manteve-se no Exército como parte da 1ª Região Militar, no Rio de Janeiro, originando o 1º Batalhão de Polícia do Exército. Em 1946 já havia a previsão de um pelotão em cada divisão de Infantaria, Cavalaria e Blindada.
Cada escalão de comando deve ter sua formação de PE. Atualmente há a previsão de ao menos um pelotão da PE por brigada, uma companhia por divisão e um batalhão por Comando Militar de Área. Alguns dos comandos de área ainda não tinham seus batalhões nos anos 2000, e sua criação, através da expansão de companhias existentes e transformação de batalhões de guarda e mesmo de infantaria convencional, fez parte dos programas de reorganização Os batalhões e companhias da PE têm unidades separadas de PE e de guarda e escolta, e o batalhão tem, unicamente entre as unidades de infantaria, uma seção de cães de guerra e pelotão de investigações criminais. Em 2017 havia 8.693 militares da PE em nove batalhões, cinco companhias e 23 pelotões.

### Atuação

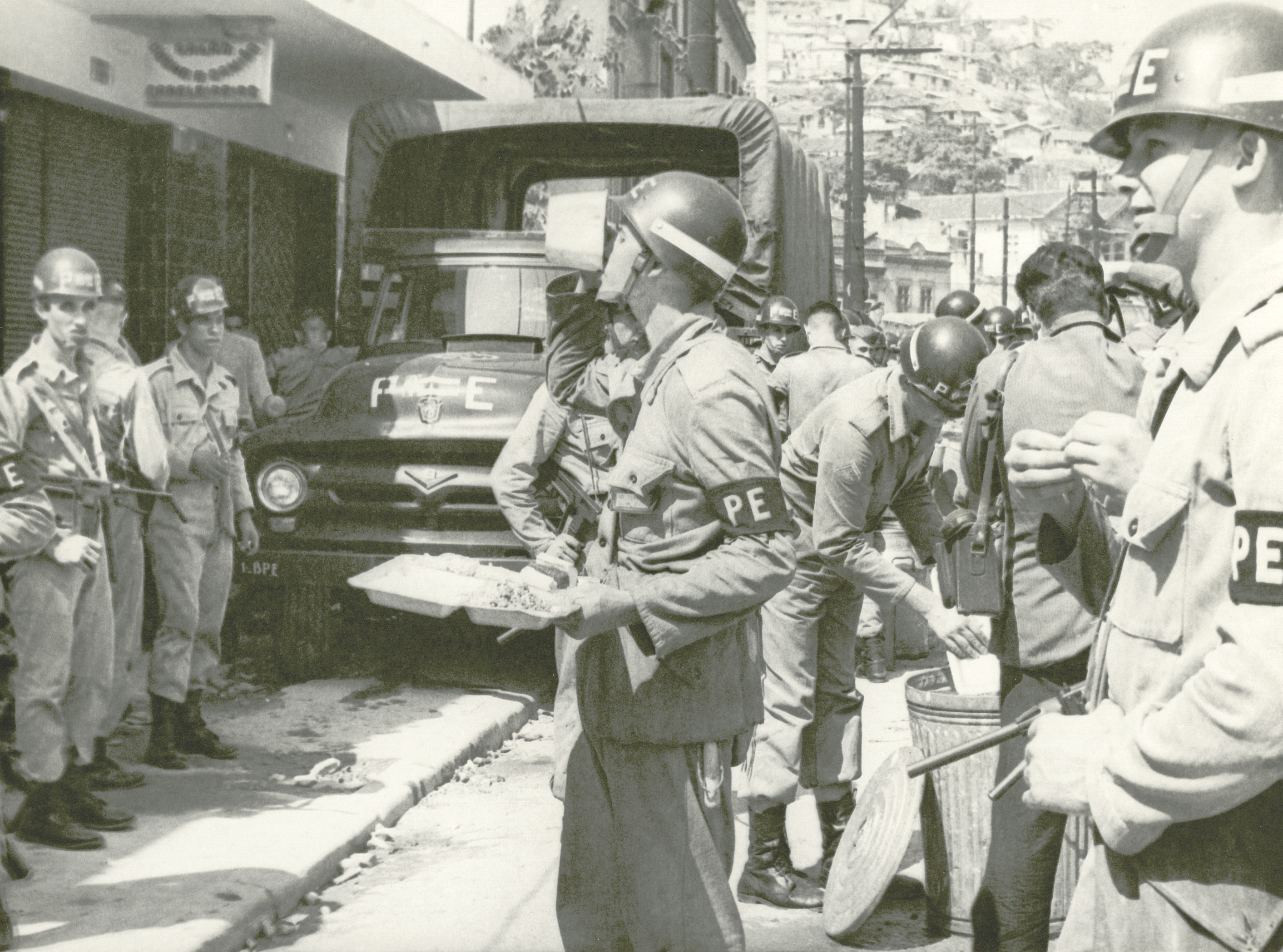
Na Revolta dos Marinheiros de 1964

Em 1955, no contragolpe de Lott, um destacamento da PE esteve na Praça Quinze de Novembro na manhã de 22 de novembro, enquanto era votado o impedimento do presidente Café Filho. Em 1964 ela apareceu em diversos momentos no Rio de Janeiro, fornecendo segurança para o Comício da Central, cercando o Sindicato dos Metalúrgicos durante a Revolta dos Marinheiros e servindo como uma das últimas forças confiáveis do presidente João Goulart na cidade durante o golpe de Estado. Na ditadura militar, os Pelotões de Investigação Criminal da PE foram integrados ao aparato de repressão política, juntamente com as polícias e serviços secretos do resto das Forças Armadas e os DOI-CODI. O DOI-CODI carioca operou no quartel do 1º Batalhão da PE, e a 2ª Companhia, em São Paulo, fazia parte da repressão à luta armada.
A regulação das operações de GLO, como o Decreto nº 3897, de 24 de agosto de 2001, estimulou o Exército a produzir documentos doutrinários e investir na área, de interesse crescente devido à violência urbana e crime organizado, conflitos relacionados a movimentos sociais e a participação em operações de paz. A PE, que os comandantes usam para a segurança urbana durante essas operações, foi expandida na mesma época que era criada a Brigada de Operações Especiais e a 11ª Brigada de Infantaria era especializada em GLO. O manual de campanha da PE admite uma atuação ampla e híbrida nesses “terrenos humanizados”, onde, nos conflitos modernos, existem “atores agindo em espaços que vão além do campo de batalha”. Fora do Brasil, ela participa desde 1999 em missões das Nações Unidas, como a MINUSTAH, no Haiti.